# Premi Nacional a la Millor Traducció
El Premi Nacional a la Millor Traducció (castellà: Premio Nacional a la Mejor Traducción) és un guardó concedit pel Ministeri de Cultura d'Espanya des de 1984, hereu del Premi de Traducció Fray Luis de León, creat el 1956. En el seu format actual, premia la millor traducció d'una obra estrangera, duta a terme per traductors espanyols en qualsevol de les llengües de l'estat espanyol.

## Premiats[2]
- 2023 - Carlos Fortea - Los Effinger: una saga berlinesa, de Gabriele Tergit (alemany-castellà)
- 2022 - Pere Lluís Font - Pensaments i opuscles, de Blaise Pascal (francès-català)
- 2021 - Helena Cortés Gabaudan - El diván de Oriente y Occidente, de Johan Wolfgang von Goethe (alemany-castellà)
- 2020 - Isabel García Adánez - Siempre la misma nieve y siempre el mismo tío, de Herta Müller (alemany-castellà)
- 2019 - Belén Santana López - Memorias de una osa polar, de Yōko Tawada (alemany-castellà)
- 2018 - Neila García Salgado - Encontraste un alma: poesía completa, de Edith Södergran (suec-castellà)
- 2017 - Salvador Peña - Mil y una noches (àrab-castellà)
- 2016 - Ana Bejarano - Gran cabaret, de David Grossman (hebreu-castellà)

- 2015 - Arnau Pons - Cristall d'alè = Atemkristall, de Paul Celan (alemany-català)
- 2014 - Eva Almazán, María Alonso Seisdedos, Xavier Queipo, Antón Vialle - Ulises de James Joyce (anglès-gallec)
- 2013 - Carmen Montes Cano - Kallocaína, de Karin Boye (al castellà)
- 2012 - Luz Gómez García - En presencia de la ausencia, de Mahmud Darwix (al castellà)
- 2011 - Olivia de Miguel - Poesía completa, de Marianne Moore (al castellà)
- 2010 - Mauro Armiño - Historia de mi vida, de Giacomo Casanova (al castellà)

- 2009 - José Luis Moralejo - Sátiras, epístolas, arte poética, d'Horaci (al castellà)
- 2008 - Miguel Martínez-Lage - La vida de Samuel Johnson, de James Boswell (al castellà)
- 2007 - Baldomero Macías Rosendo i Fernando Navarro Antolín - Libro de José o sobre el lenguaje arcano, de Benito Arias Montano (al castellà)
- 2006 - José María Micó - Orlando Furioso, de Ludovico Ariosto (al castellà)
- 2005 - Luisa Fernanda Garrido - El Kapo, de Aleksandar Tisma (al castellà)
- 2004 - Mario Merlino - Auto de los condenados, de António Lobo Antunes (al castellà)
- 2003 - Vicente Fernández González, Verbos para la rosa, de Zanasis Jatsópulos (grec modern-castellà)
- 2002 - Mikel de Epalza - L'Alcorà (àrab-català)
- 2001 - Joan F. Mira - La divina comèdia, de Dant (italià-català)
- 2000 - José Luis Reina Palazón - Obras completas, de Paul Celan (alemany-castellà)

- 1999 - Lucía Rodríguez-Noriega Guillén - Banquete de los eruditos, d'Ateneu de Nàucratis (al castellà)
- 1998 - Ángel-Luis Pujante - La tempestad, de Shakespeare (al castellà)
- 1997 - Antonio Melero Bellido - Sofistas: testimonios y fragmentos, de diversos autors (al castellà)
- 1996 - José Antonio Fernández Romero i Francisco J. Uriz - Antología de la poesía nórdica (al castellà)
- 1995 - Juan José del Solar Bardelli - Historia del Doctor Johann Fausto, anònim del segle xvi (al castellà)
- 1994 - Pedro Bádenas de la Peña - Barlaam y Josafat, anònim romà d'Orient (al castellà)
- 1993 - María Luisa Balseiro Fernández-Campoamor - Posesión, de A. S. Byatt
- 1993 - Ramón Sánchez Lizarralde - El concierto, d'Ismail Kadare (al castellà)
- 1992 - Vicente Fernández González - Seis noches en la Acrópolis, de Iorgos Seferis (grec modern-castellà), i Laureano Ramírez Bellerín - Los mandarines (historia del Bosque de los Letrados), de Wu Jingzi (al castellà)
- 1991 - Antonio Alvar Ezquerra - Obras, de Dècim Magne Ausoni (al castellà)
- 1991 - Basilio Losada Castro - Memorial do convento, José Saramago (al gallec)
- 1990 - José Fernández Lago i Andrés Torres Queiruga - La Bíblia

- 1989 - María Luisa Balseiro Fernández-Campoamor - El avance del saber, de Francis Bacon (al castellà)
- 1988 - Federico Arbós Ayuso - Epitafio para Nueva York, d'Ali Ahmad Said, "Adonis" (al castellà)
- 1988 - Natividad Gálvez García - La tercera boda, de Kostas Taktsís (al castellà)
- 1987 - Miquel Dolç - De la natura, de Lucreci (llatí-català)
- 1987 - Juan Eduardo Zúñiga Amaro i José Antonio Llardent - Prosas, de Antero de Quental (al castellà)
- 1986 - Carmelo Elorduy - Romancero chino (al castellà)
- 1985 - Antonio Holgado Redondo - La Farsalia, de Lucà (llatí-castellà)
- 1984 - Ángel Crespo - Cancionero, Francesco Petrarca (italià-castellà)